# Pozzuoli
Pozzuoli är en stad och kommun i storstadsregionen Neapel, innan 2015 provinsen Neapel, i regionen Kampanien i Italien. Kommunen hade 81 141 invånare (2017) och gränsar till kommunerna Bacoli, Giugliano in Campania, Neapel och Quarto.
Pozzuoli grundades av sjöfarare från Samos och blev romersk koloni under namnet Puteoli år 194 f.Kr. Under antiken var staden en betydande hamnstad, särskilt för trafiken med orienten. Betydande ruiner av gamla hamnen, en amfiteater och det så kallade Serapistemplet, som antagligen varit en marknadshall för livsmedel finns ännu kvar.
Under början av 1900-talet var den främsta industrin ett kanongjuteri och lokomotivfabrik tillhörig Armstrongverken. I närheten av Pozzuoli ligger badorten Terme di Agnano med kratern Solfatara och den före detta romerska lyxbadorten Baiae.